# Метрополітен Ченная
Метрополітен Ченнаї — система ліній метро в місті Ченнаї, Тамілнад, Індія. В системі використовується стандартна ширина колії, та потяги що живляться від повітряної контактної мережі.

## Історія
Будівництво метрополітену розпочалося в червні 2009 року.

### Хронологія розвитку системи
- 29 червня 2015 — відкрилася початкова ділянка Зеленої лінії «Koyambedu»—«Alandur», з 7 станцій та 10 км.
- 21 вересня 2016 — відкрилася початкова ділянка Блакитної лінії «Little Mount»—«Chennai International Airport», з 6 станцій та 8,6 км.
- 14 жовтня 2016 — відкрилася станція «St. Thomas Mount», та 1.3 км.
- 14 травня 2017 — розширення Зеленої лінії на 7 станцій та 8 км, ділянка «Koyambedu»—«Nehru Park».

## Лінії
- Лінія 1 (блакитна) — повністю естакадна лінія з 6 станцій та 8,6 км.
- Лінія 2 (зелена) — напівестакадна лінія з 15 станцій (7 підземних) та 19,3 км.

## Розвиток
Будується розширення обох ліній. Після закінчення першої фази будівництва метрополітен Ченнаї складатиметься з 2 ліній
42 станцій (20 підземних) та 54,1 км.

## Режим роботи
Працює з 6:00 до 22:00. Інтервал руху від 4,5 хвилин в годину пік до 15 ввечері.

## Галерея

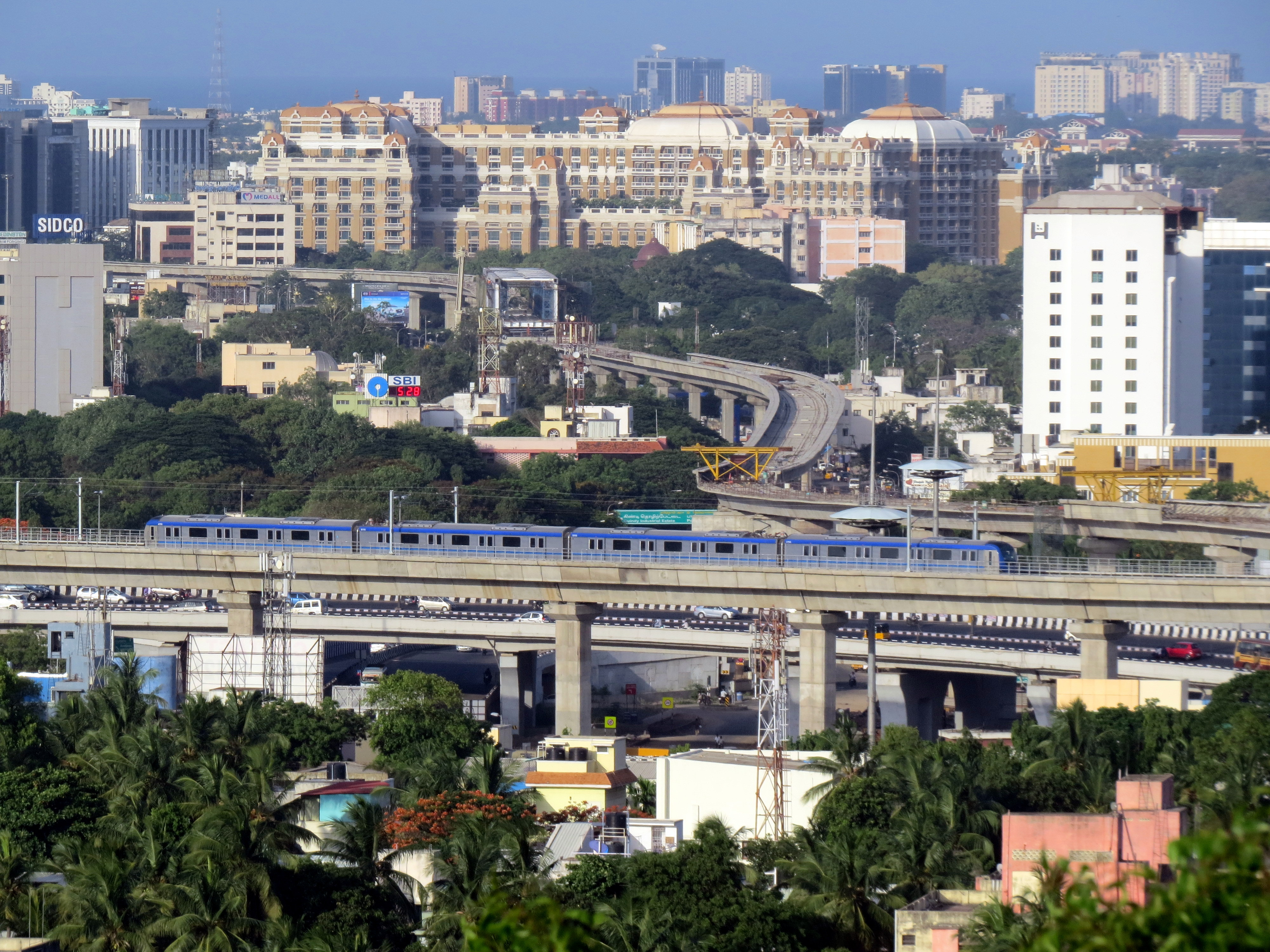
Потяг на естакадній ділянці
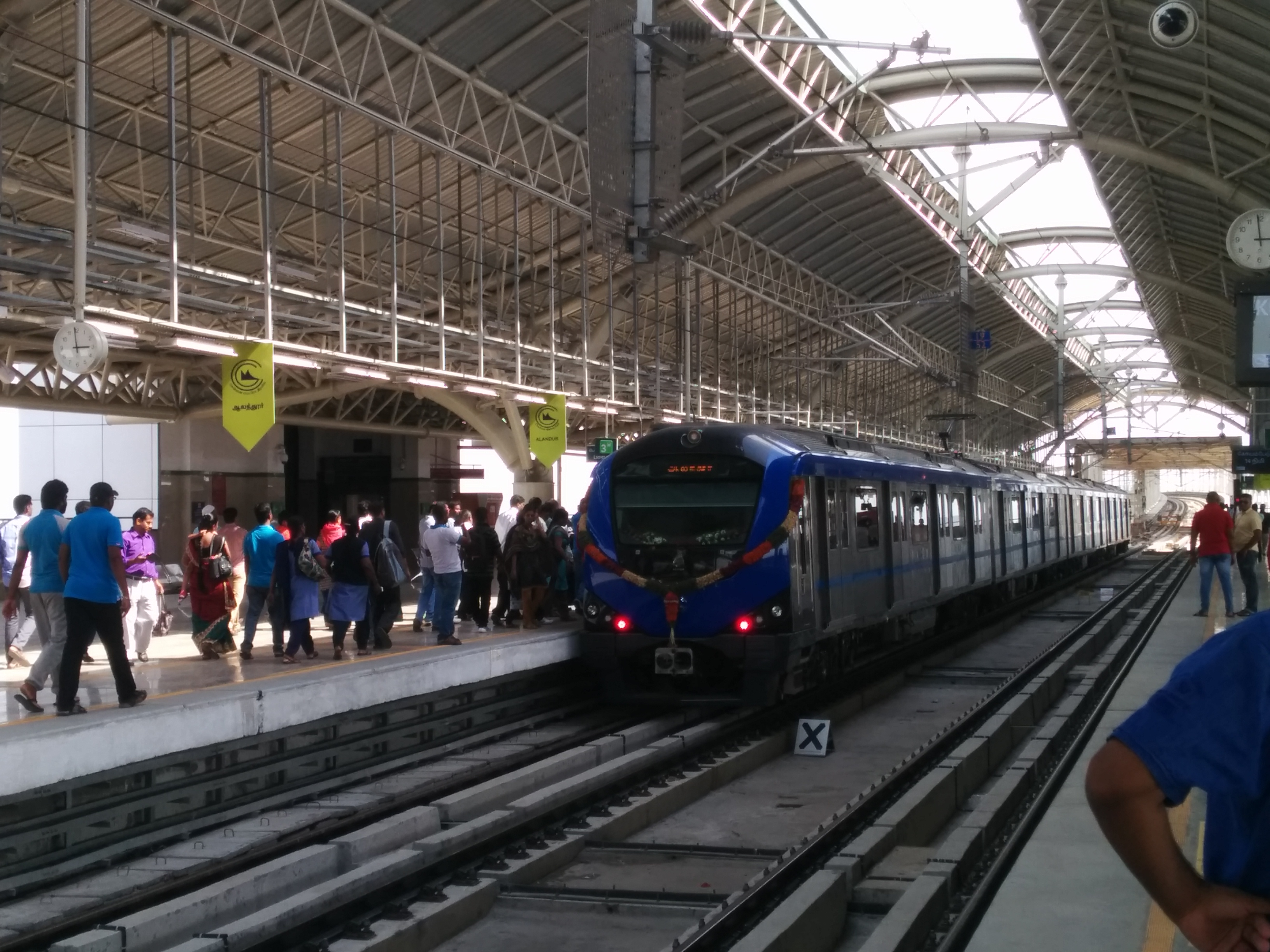
Потяг на станції «Alandur»
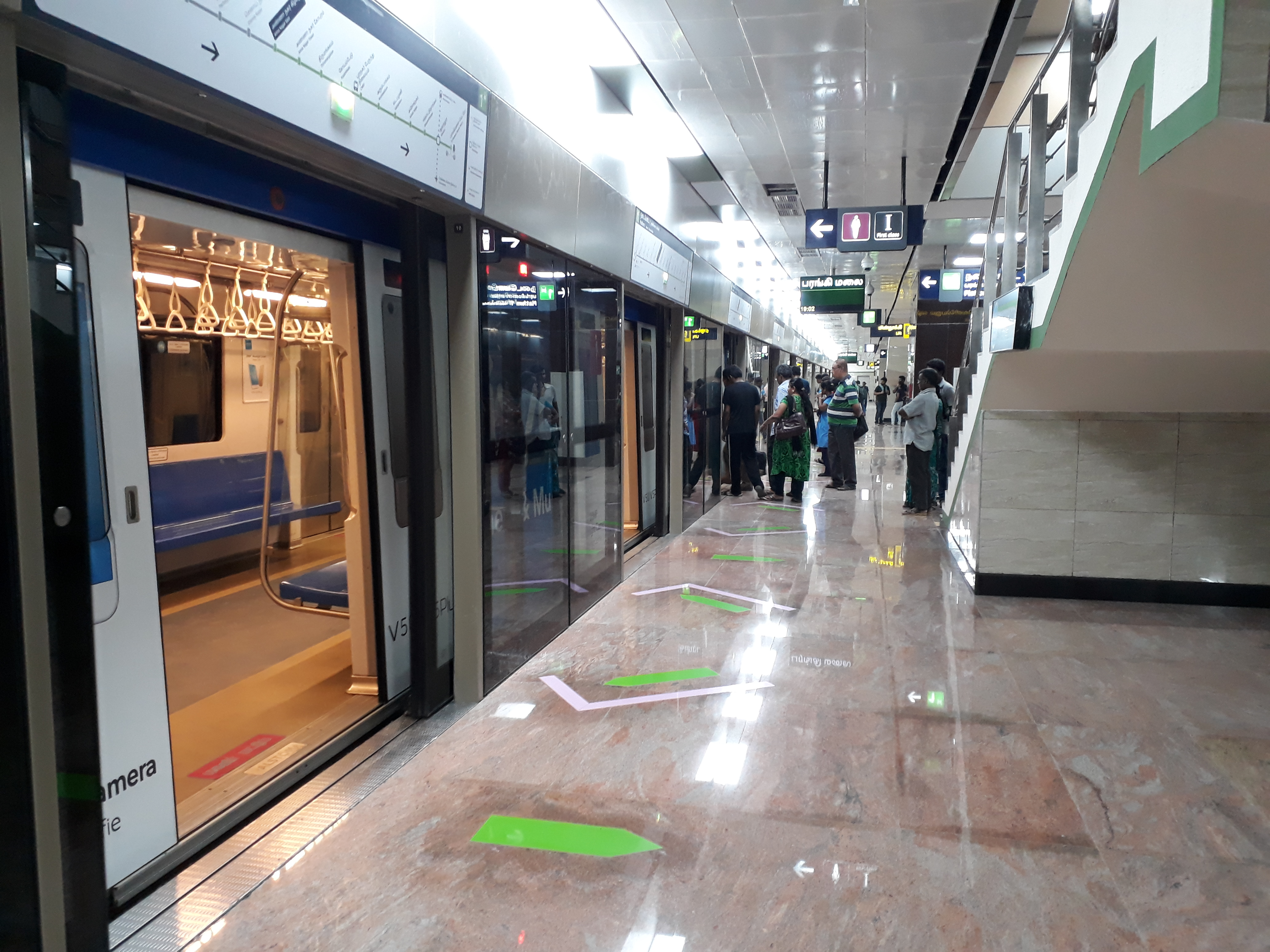
Підземна станція обладнана захисними дверима
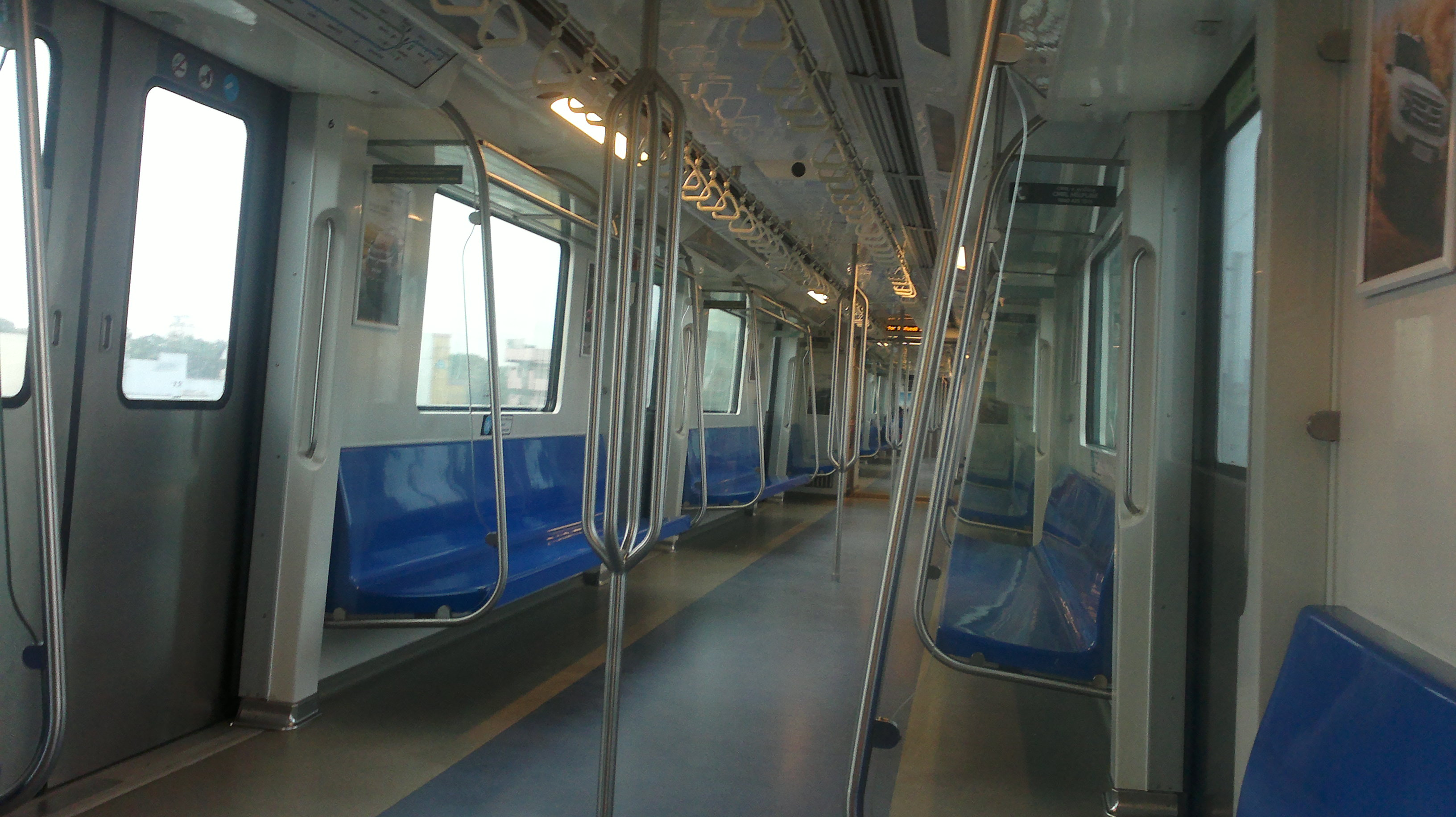
Всередині вагона